# Ed Wynne
Ed Wynne, właśc. Edward Wynne (ur. 3 czerwca 1961) – brytyjski gitarzysta i klawiszowiec, założyciel i jednocześnie jedyny stały członek zespołu Ozric Tentacles grającego rock psychodeliczny.

## Życiorys
Syn angielskiego rzeźbiarza Davida Wynne oraz wnuk angielskiego pisarza Joana Granta. W 1983 roku podczas Stonehenge Free Festival wraz z bratem Wynne Roly i innymi członkami festiwalu zakłada zespół Ozric Tentacles. Na przełomie lat dochodzi do zmian w zespole, część członków opuszcza grupę, z czasem Wynne zaczyna odgrywać kluczową rolę w karierze zespołu, oprócz gry na gitarze oraz klawiszach zostaje odpowiedzialny za przebieg sesji studyjnych. Obecnie grupę tworzą : sam Ed Wynne, jego żona Brandi Wynne, której instrumentem jest gitara basowa oraz syn Silas Wynne - keyboard.